# Ванхаутте, Стин
Стин Ванхаутте нидерл. Stien Vanhoutte; род. 14 марта 1996 года, Гистел, Западная Фландрия) — бельгийская конькобежка; 4-хкратная чемпионка Европы в  роликобежном спорте.

## Биография
Стин Ванхаутте выросла в Остенде вместе с младшей сестрой Фрэн Ванхутте которая также выступает в конькобежном спорте. Она начала кататься на роликовых коньках в 8 лет. Выступает за команду "Lange Baan Schaatsclub Gent" [LBSG] с 2019 года.
С 2013 года Стин начала свою карьеру роликобежца на международном уровне. Уже через год выиграла звание чемпионки мира среди юниоров, а в 2017 году выиграла звание чемпионки Европы в первый раз. В 2018 году она прошла переподготовку в Академии Thialf в Херенвене, в рамках программы Международного союза конькобежцев [ISU] "Дорога на лёд".
В апреле 2019 года в португальской Лагуше состоялся XVI Международный турнир по роликобежному спорту “Terras do Infante”, где Стин, выступавшая за клуб "Zwaantjes Rollerclub Zandvoorde" заняла 4-е место, а также завоевала две золотые медали на роликах на чемпионате Европы 2019 года в Памплоне. 
После завоевания титула чемпиона Европы в роликовом катании Стин Ванхаутте в 2019 году переключилась на конькобежный спорт. В кратчайшие сроки она завоевала место в составе сборной Бельгии и дебютировала на чемпионате мира. В октябре на тренировочном сборе в немецком Инцелле Стин сразу же установила новый бельгийский рекорд на дистанции 500 м, преодолев 40-секундный предел с результатом 39,83 сек и обеспечила себе место на этапах Кубка мира.
В январе 2020 года она дебютировала на чемпионате Европы на отдельных дистанциях в Херенвене и заняла 14-е место в беге на 500 м, 17-е на 1000 м и 5-е место в командной гонке преследования. Через месяц на чемпионате мира в Хамаре смогла занять 24-е место в общем зачёте. В декабре 2020 года Стин вновь установила национальный рекорд на отборочном Кубке мира в Херенвене, выиграв 500-метровку со временем 39,35 сек.
В 2021 году Стин Ванхаутте заняла 13-е место в многоборье на чемпионате Европы в спринтерском многоборье в Херенвене, а следом на чемпионате мира на отдельных дистанциях в Херенвене заняла 18-е место на дистанции 500 м и 22-е место в беге на 1000 м. В декабре 2021 года из-за болезни её выступление в Инцелле, на соревнованиях Кубка мира было слабым, и результатов в Калгари было недостаточно, чтобы попасть на олимпиаду в Пекин, а на чемпионате Европы 25-летней спортсменке не хватило одной десятой секунды...
В сентябре 2022 года Стин вернулась к гонкам на роликах и на чемпионате Европы в итальянской Аквиле выиграла серебро на рельефной трассе на 3000 метров.

## Личная жизнь
Стин Ванхаутте в 2022 году получила степень магистра физиотерапии в Университете Гента. Она любит рисовать, проводить время с семьёй.